# Оља Бећковић
Оља Бећковић (Београд, 1. мај 1964) српска је глумица, новинарка и телевизијска водитељка. Води емисију Утисак недеље на телевизији Нова С од 2019. године.
Завршила је Факултет драмских уметности у Београду 1985. године. Новинарску каријеру је започела 1991. године на ТВ Студио Б као аутор емисије Утисак недеље. Студио Б је напустила 1996. године, када је прешла у продукцијску групу „Мрежа“. Од 2003. године до 2014. године емисију Утисак недеље водила је на ТВ Б92, која се од 2019. године приказује на телевизији Нова.
Оља је 2001. године добила награду Освајање слободе који додељује Фонд Маја Тасић Маршићевић, а 2007. године награду Душан Дуда Тимотијевић од часописа ТВ Новости. Одликована је орденом Легије части у рангу витеза.
Ћерка је писца Матије Бећковића и Вере Павладољске.

## Улоге

### Филмографија
| Год.    | Назив                      | Улога                   |
| ------- | -------------------------- | ----------------------- |
| 1980-те |                            |                         |
| 1984.   | Игра о памћењу и умирању   |                         |
| 1984.   | Мај нејм из Митар          | Милина                  |
| 1984.   | Камионџије опет возе       | Библиотекарка           |
| 1986.   | Развод на одређено време   |                         |
| 1986.   | Секула и његове жене       |                         |
| 1986.   | Грифон у Београду          | Девојка                 |
| 1987.   | Телефономанија             |                         |
| 1987.   | Већ виђено                 | Старија девојка         |
| 1987.   | Соба 405                   | Сестра Вики             |
| 1987.   | Догодило се на данашњи дан | Алка                    |
| 1988.   | Посебан осврт на срећу     | Теодора Пантић          |
| 1988.   | Ванбрачна путовања         | Сенка                   |
| 1990-те |                            |                         |
| 1990.   | Хајде да се волимо 3       | Лажна Лепа Брена (глас) |
| 1991.   | Ноћ у кући моје мајке      | Сека                    |
| 1991.   | Видео јела, зелен бор      | Трудна девојка          |
| 1992.   | Тито и ја                  | Ђурина мајка            |
| 1993.   | Боље од бекства            | Инспицијент             |
| 1993.   | Броз и ја (серија)         |                         |
| 1995.   | Отворена врата             | Љубица                  |
| 1998.   | Повратак лопова            |                         |

### Позоришне представе
| Представа                     | Улога              | Текст                | Драматургија /адаптација/ | Режија                 | Позориште                    | Премијера          |
| ----------------------------- | ------------------ | -------------------- | ------------------------- | ---------------------- | ---------------------------- | ------------------ |
| Косанчићев венац 7            | Милена Дрекалов    | Слободан Селенић     | Слободан Селенић          | Зоран Ратковић         | Атеље 212                    | 2. март 1982.      |
| Пропаст царства српскога      | Никола Алтомановић | Миладин Шеварлић     | Миладин Шеварлић          | Миленко Маричић        | Атеље 212                    | 11. мај 1983.      |
| Мај нејм из Митар             | Милка              | Вида Огњеновић       | Вида Огњеновић            | Вида Огњеновић         | Атеље 212                    | 3. април 1984.     |
| Срећна нова сестра            | Девојчица          | Божо Шибалић         | Божо Шибалић              | Зоран Ратковић         | Позориште Бошко Буха         | 21. децембар 1986. |
| Три сестре - Сто година после | Ирина              | Антон Павлович Чехов | Александар Лукач          | Александар Лукач       | Звездара театар              | 1. фебруар 1989.   |
| Балкански шпијун              | Глумица у филму    | Душан Ковачевић      | Татјана Мандић Ригонат    | Татјана Мандић Ригонат | Народно позориште у Београду | 1. октобар 2018.   |